# Riceboro
Riceboro is een plaats (city) in de Amerikaanse staat Georgia, en valt bestuurlijk gezien onder Liberty County.

## Demografie
Bij de volkstelling in 2000 werd het aantal inwoners vastgesteld op 736.
In 2006 is het aantal inwoners door het United States Census Bureau geschat op 703, een daling van 33 (-4.5%).

## Geografie
Volgens het United States Census Bureau beslaat de plaats een oppervlakte van
29,5 km², waarvan 28,7 km² land en 0,8 km² water. Riceboro ligt op ongeveer 7 m boven zeeniveau.

## Plaatsen in de nabije omgeving
De onderstaande figuur toont nabijgelegen plaatsen in een straal van 24 km rond Riceboro.